# Nino Pasti
Nino Pasti (Bologna, 18 aprile 1909 – Roma, 21 agosto 1992) è stato un generale e politico italiano.

## Biografia
Nato a Bologna nel 1909, ha combattuto nella guerra d'Etiopia nel 1935 e nella seconda guerra mondiale fino al 1941, quando fu fatto prigioniero degli inglesi in Dancalia.
Nel dopoguerra ha ricoperto in qualità di generale di squadra aerea incarichi importanti come quello di sottocapo di stato maggiore dell'Aeronautica Militare, presidente del Consiglio superiore delle forze armate e vicecomandante supremo NATO in Europa per gli affari nucleari.
Nel 1976 accettò da Pecchioli la proposta di candidarsi come indipendente di sinistra nelle liste del PCI e venne eletto al Senato nello stesso anno e nel 1979. 

Entrò in rotta di collisione coi dirigenti del partito relativamente al giudizio equidistante o positivo che questi, dopo la Primavera di Praga ed i fatti di Varsavia (Solidarność), avevano dato della NATO proprio mentre a suo giudizio la strategia militare statunitense si faceva sempre più chiaramente aggressiva.

Il dissidio con il partito si compose in occasione dello schieramento difensivo dei missili NATO a Comiso in risposta a quelli già installati dall'Unione Sovietica.
Con la sua attività pubblicistica, con le iniziative del gruppo dei Generali per la Pace e il Disarmo e con l'attività del Movimento per la Pace e il Socialismo, da lui fondato nel 1985, Pasti dedicò tutte le sue energie alla denuncia circostanziata e professionalmente ineccepibile delle decisioni verso una corsa agli armamenti, dei preparativi di guerra e dei ricatti militari con cui i Paesi della NATO cercavano di spezzare la resistenza dei Paesi del Patto di Varsavia, anche prima di trovare al loro interno insperati alleati.
Era il padre della giornalista Daniela Pasti, quindi suocero del giornalista e scrittore Corrado Augias e nonno della giornalista Natalia Augias.

## Onorificenze
Il generale Pasti ottenne diverse medaglie nel corso della sua carriera:

## Libri
- Falchi, colombe e struzzi - Nino Pasti 1978 edizioni Carecas

- Guerra termonucleare - Nino Pasti 1984

- Euromissiles and the balance of forces - Nino Pasti edizioni Propaganda & Reality